# Malpolon
Malpolon é um género de cobras pertencente à família Colubridae, subordem Serpentes, que inclui duas espécies e duas subespécies.:
- Malpolon monspessulanus (cobra-rateira)[2]
  - M. monspessulanus saharatlanticus[3]
- Malpolon insignitus.[nota 1]
  - M. insignitus fuscus[4]

Carnívoras, como qualquer outra espécie dentro da mesma Subordem, são predadoras activas, preferindo a perseguição à emboscada. Matam por inoculação de um veneno de carácter neurotóxico bastante forte. Tendo dentição opistóglifa, conjuntamente com o facto de preferirem a fuga ao menor sinal de perigo, torna-se praticamente nula a possibilidade de ataques fatais ao ser Humano. Assim que provocadas e, sentindo-se encurraladas, não hesitam em sibilar, levantar a parte anterior do corpo e mesmo morder, o que é facilmente evitável.
Alimentam-se frequentemente de roedores e aves, sendo importantes para a redução de populações dos primeiros, não hesitando também em consumir ovos, répteis e anfíbios, recorrendo eventualmente ao canibalismo, passando também por insectos, nos primeiros tempos de vida.
São habitualmente presas de aves de rapina diurnas e nocturnas, como por exemplo a águia-de-asa-redonda (Buteo buteo) e a coruja-das-torres (Tyto alba), e também mamíferos, como o sacarrabos (Herpestes ichneumon) e o javali (Sus scrofa).
Frequentam inúmeros tipos de habitat, incluindo áreas pedregosas abertas, zonas de mato aberto e fechado, zonas agrícolas, bosques, jardins e outras áreas urbanas, casas abandonadas, de entre outros.
Padecem de cores esbatidas, entre o verde-oliva e o castanho-acinzentado, apresentando por vezes um padrão de listas ou manchas dispersas, embora seja mais frequente uma cor uniforme, sem padrão.
Corpo esguio e longo, cabeça proeminente. Atingem por vezes os 2 metros de comprimento.
Habitualmente diurnas, as cobras deste género poderão eventualmente adoptar hábitos crepusculares nos dias de maior calor.